# Druidenhain
Koordinaten: 49° 47′ 11,2″ N, 11° 15′ 37,8″ O

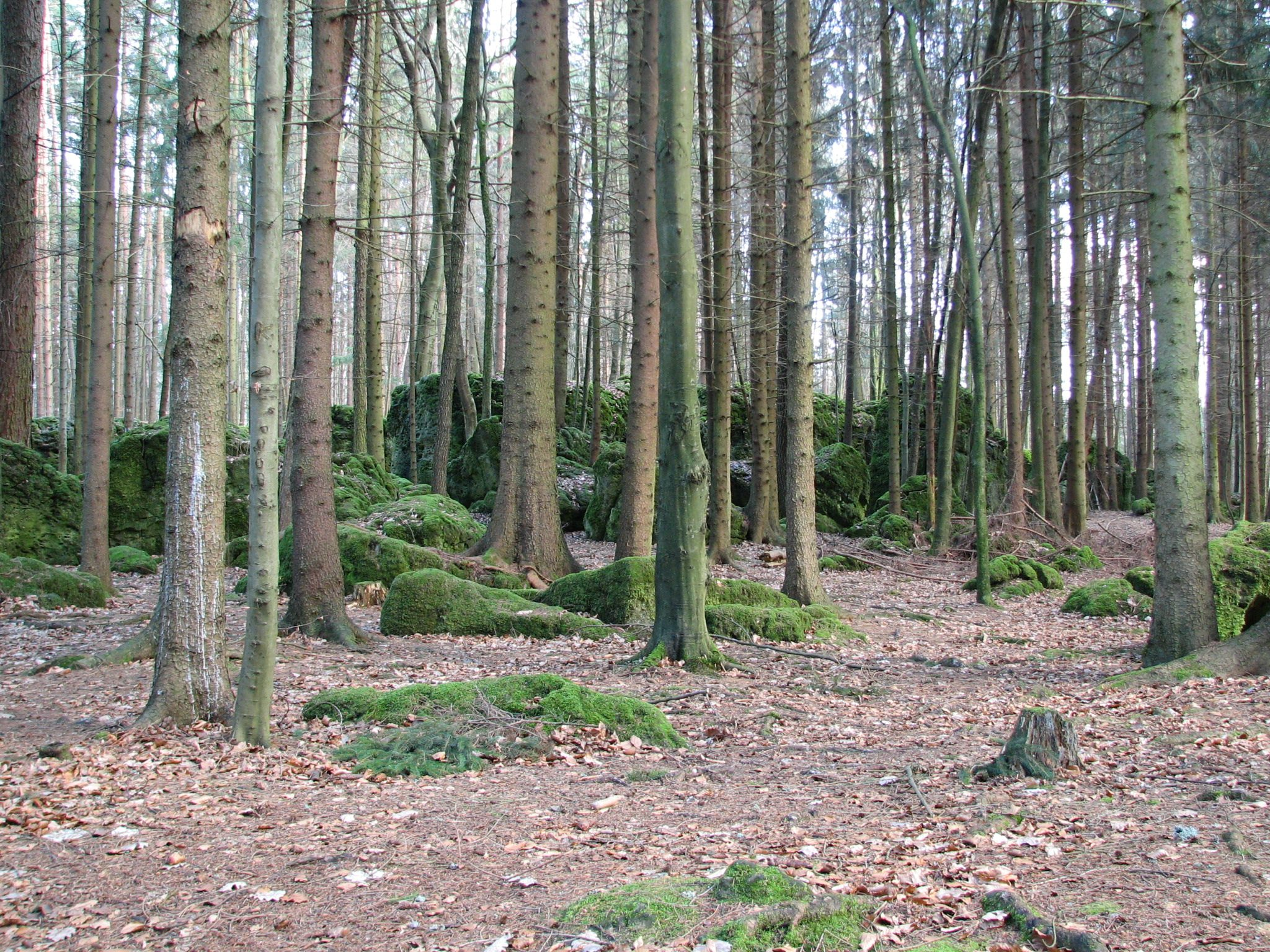
Druidenhain

Druidenhain ist der Name eines ca. einen Hektar großen Areals eines Fichten- und Buchenwaldstückes in der Fränkischen Schweiz.

## Lage
Es befindet sich etwa 500 Meter südsüdwestlich von Wohlmannsgesees im Landkreis Forchheim mit einem Labyrinth aus moosbewachsenen Dolomit-Felsen.

## Beschreibung
Die einzelnen Felsblöcke des Hains sind zwei bis fünf Meter hoch, zwei bis sechs Meter lang und stehen in langen Zeilen in hercynischer Nordwest-Südost-Ausrichtung aufgereiht.
Seinen Namen bekam das Waldgebiet Ende des 19./Anfang des 20. Jahrhunderts durch die ungewöhnliche Felslandschaft, die die Phantasie der Besucher anregte. Dem Volksglauben nach soll es sich um eine Kultstätte der keltischen Priester (der Druiden) gehandelt haben. Aus wissenschaftlicher Sicht konnte das bisher nicht bestätigt werden. Eine 1989 durchgeführte Untersuchung des Geologischen Instituts der Universität Erlangen kam zu dem Ergebnis, dass weitere Untersuchungen notwendig seien. Einige der Felsblöcke haben einen Namen.
Anfang des 20. Jahrhunderts befasste sich der Bürgermeister von Wohlmannsgesees mit dem Druidenhain und kam zu dem Schluss, dass es sich um eine vorgeschichtliche Kultstätte handelte. Inwieweit das zutrifft, ist noch nicht abschließend geklärt. Menschliche Spuren konnten im Druidenhain nicht gefunden werden. Es wird in Betracht gezogen, dass der Begriff seinen Ursprung in der Romantik und der Phantasie der Menschen hat. Andere Vermutungen gehen dahin, dass es sich bei dem Druidenhain um ein eingestürztes Höhlensystem oder um einen im Mittelalter genutzten Steinbruch handelt.
Die erstmalige schriftliche Nennung des Namens Druidenhain erfolgte in Brückners Wanderführer Die fränkische Schweiz und ihr Vorland, 3. Auflage von 1912. In den ersten beiden Auflagen wurde noch der alte Flurname Esbach verwendet. Der Autor gab an, dass der Volksmund das Waldstück Druidenhain nennt.
In einer Erzählung über den Raubritter Eppelein von Gailingen (~ 1300–1381) ist von einem Treueschwur zwischen dem Raubritter und seinen Bundesgenossen am 1. Mai 1339 um Mitternacht im Druidenhain die Rede. Die Leute aus dem Dorf Wohlmannsgesees glaubten an ein Bankett der Hexen. Inwieweit diese Erzählung der Wahrheit entspricht, konnte bisher nicht geklärt werden, da über die Person Eppelein wenig bekannt ist und er in der Romantik zu einem fränkischen Robin Hood verklärt wurde.

## Schutzstatus
Das Gelände ist vom Bayerischen Landesamt für Umwelt als wertvolles Geotop (474R087) und als Naturdenkmal ausgewiesen.

## Trivia
Der Wald war Drehort des Märchenfilms Der starke Hans von 2020.

## Bildergalerie

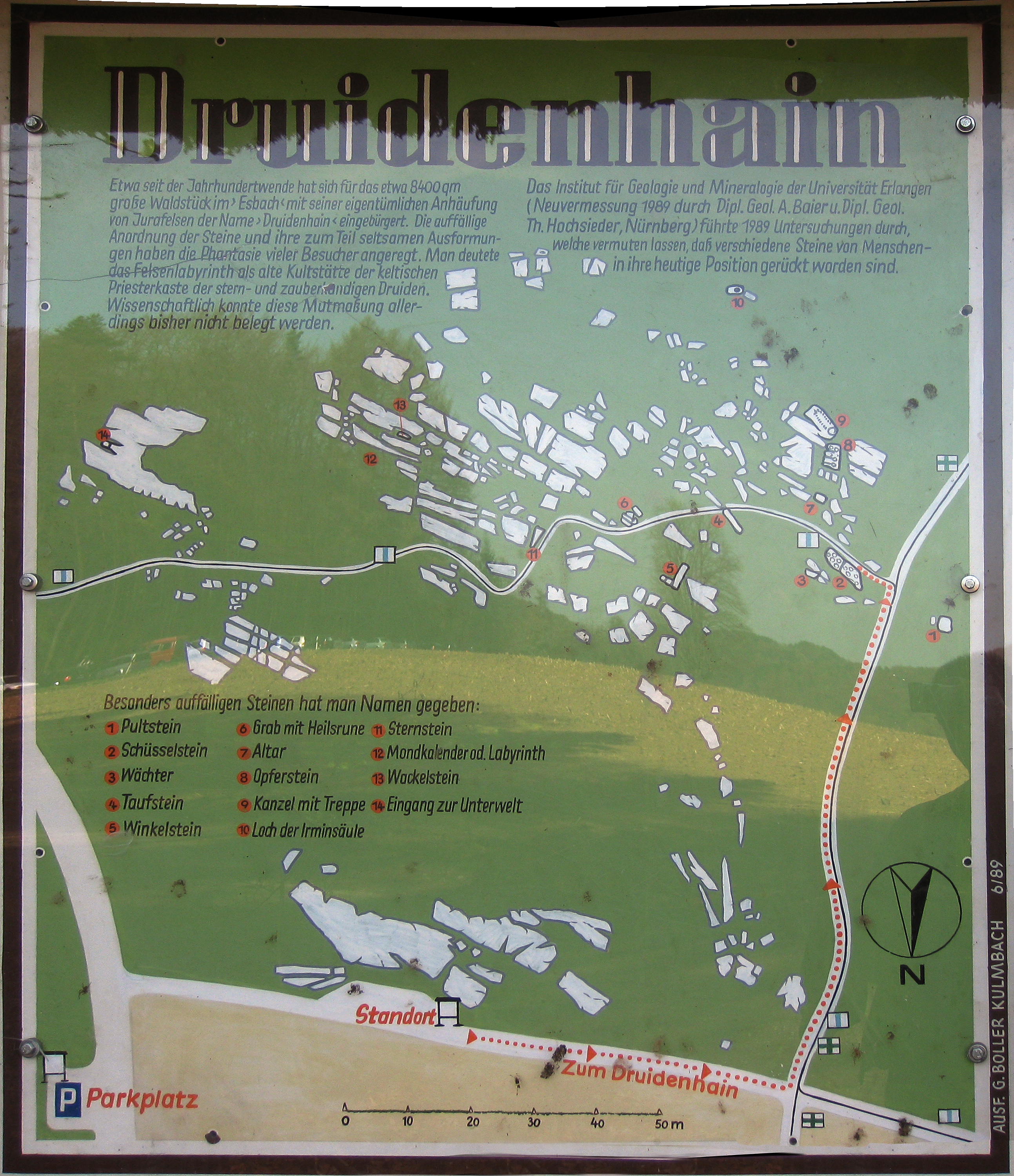
Informationstafel
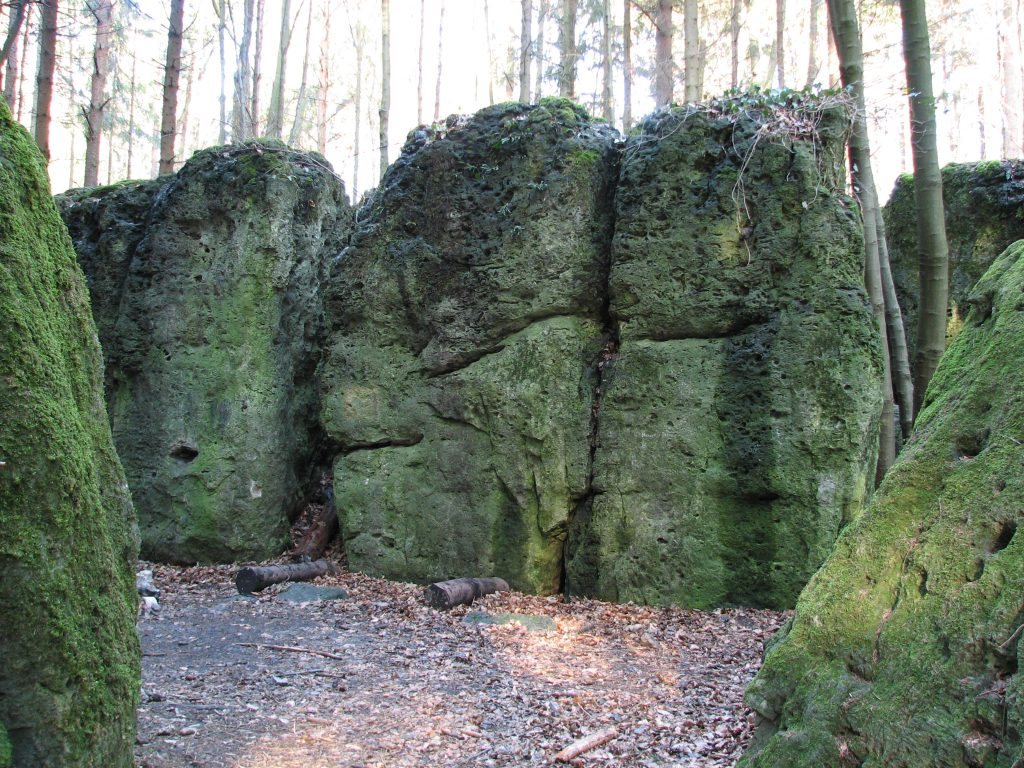
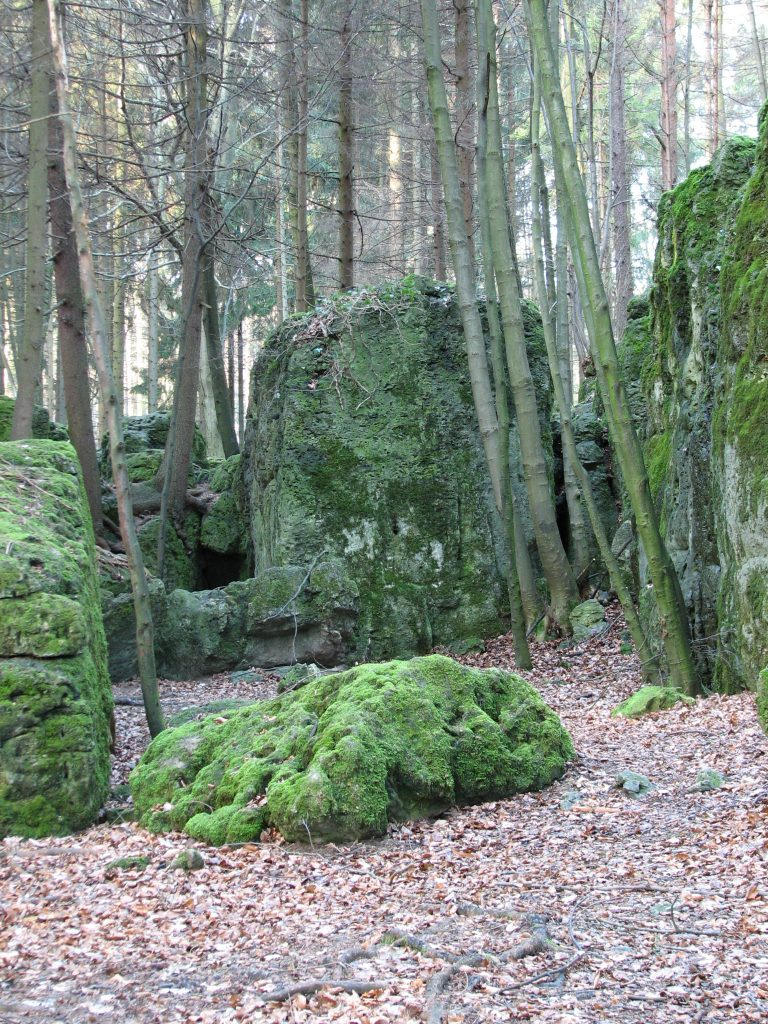
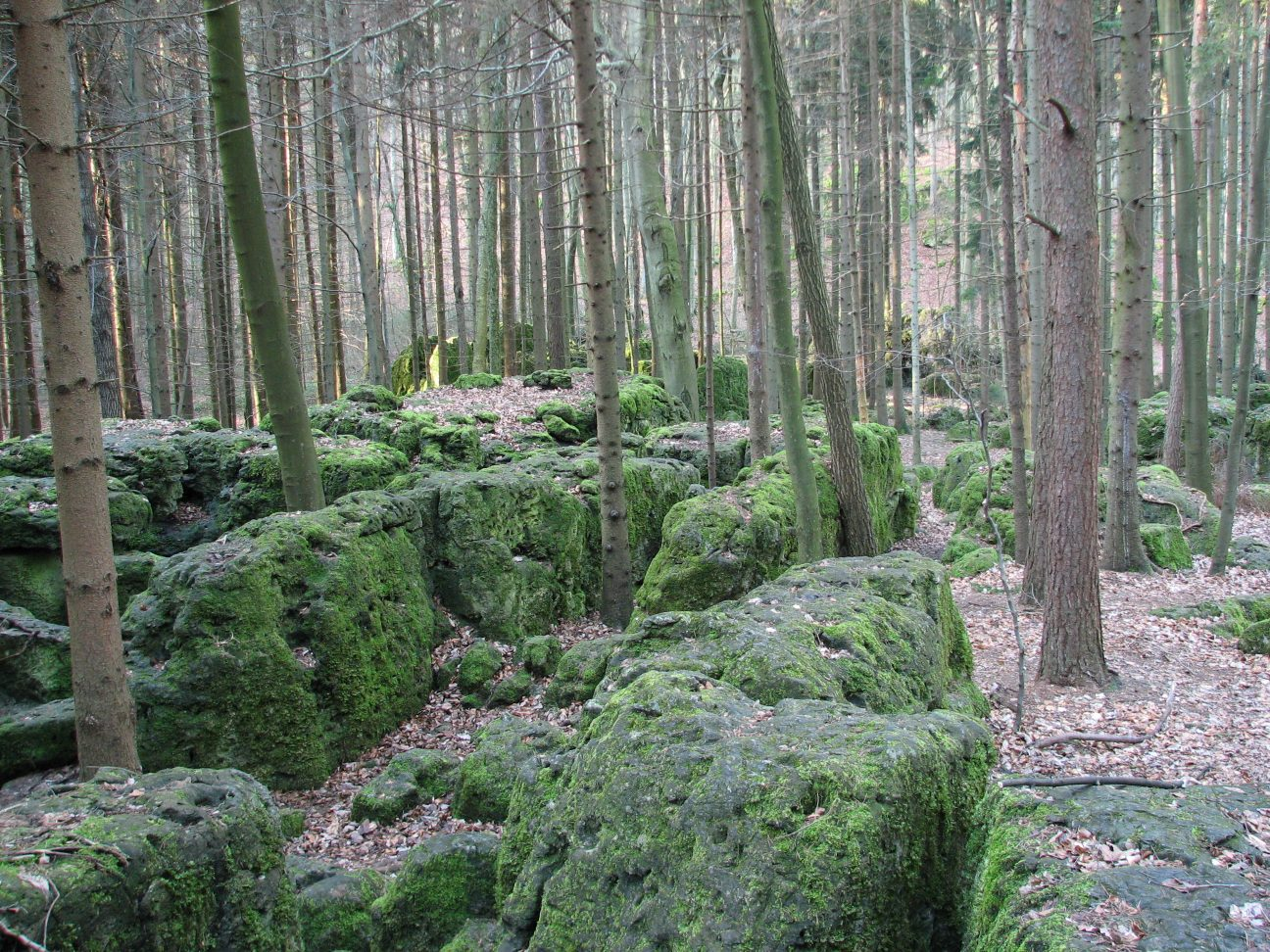
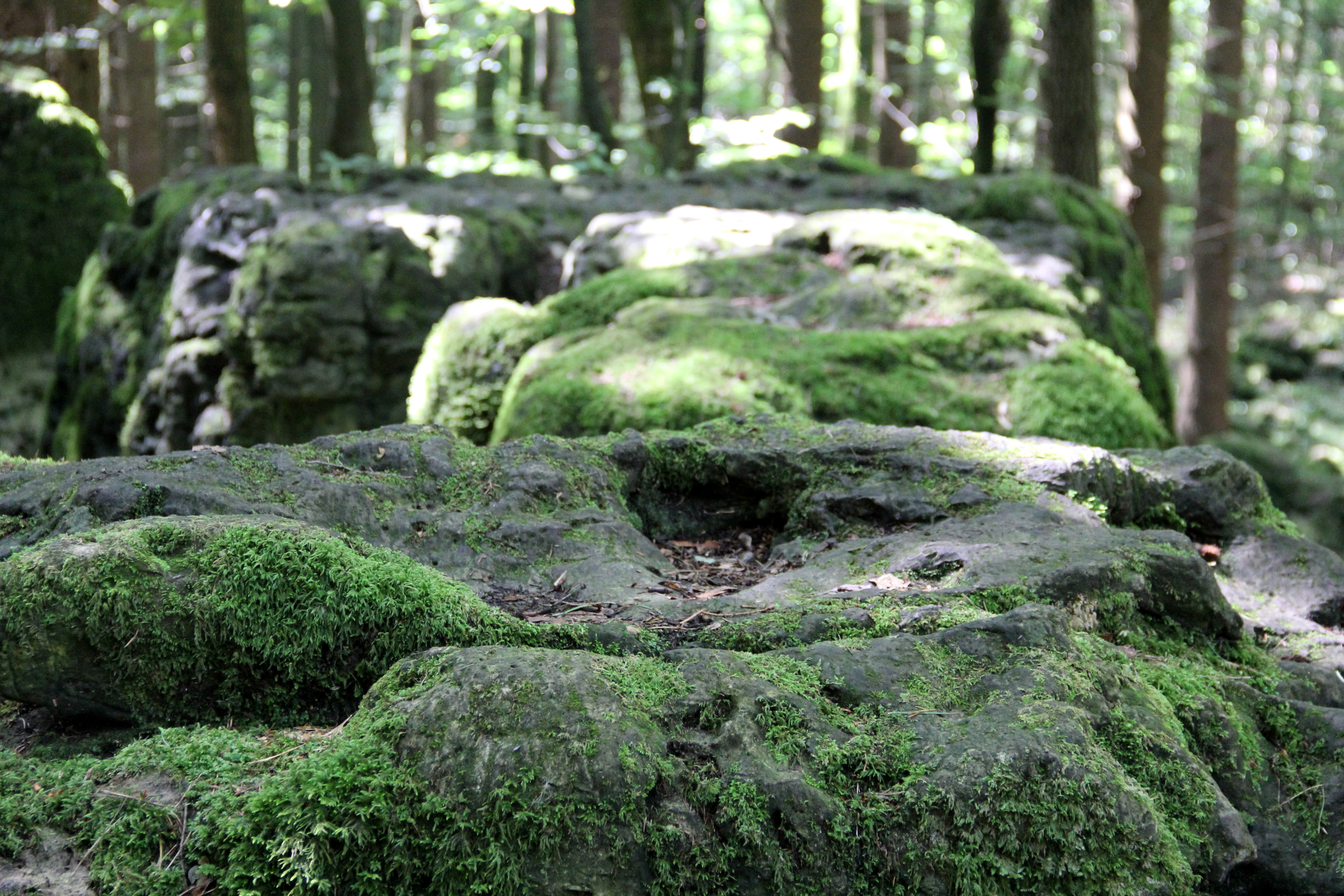
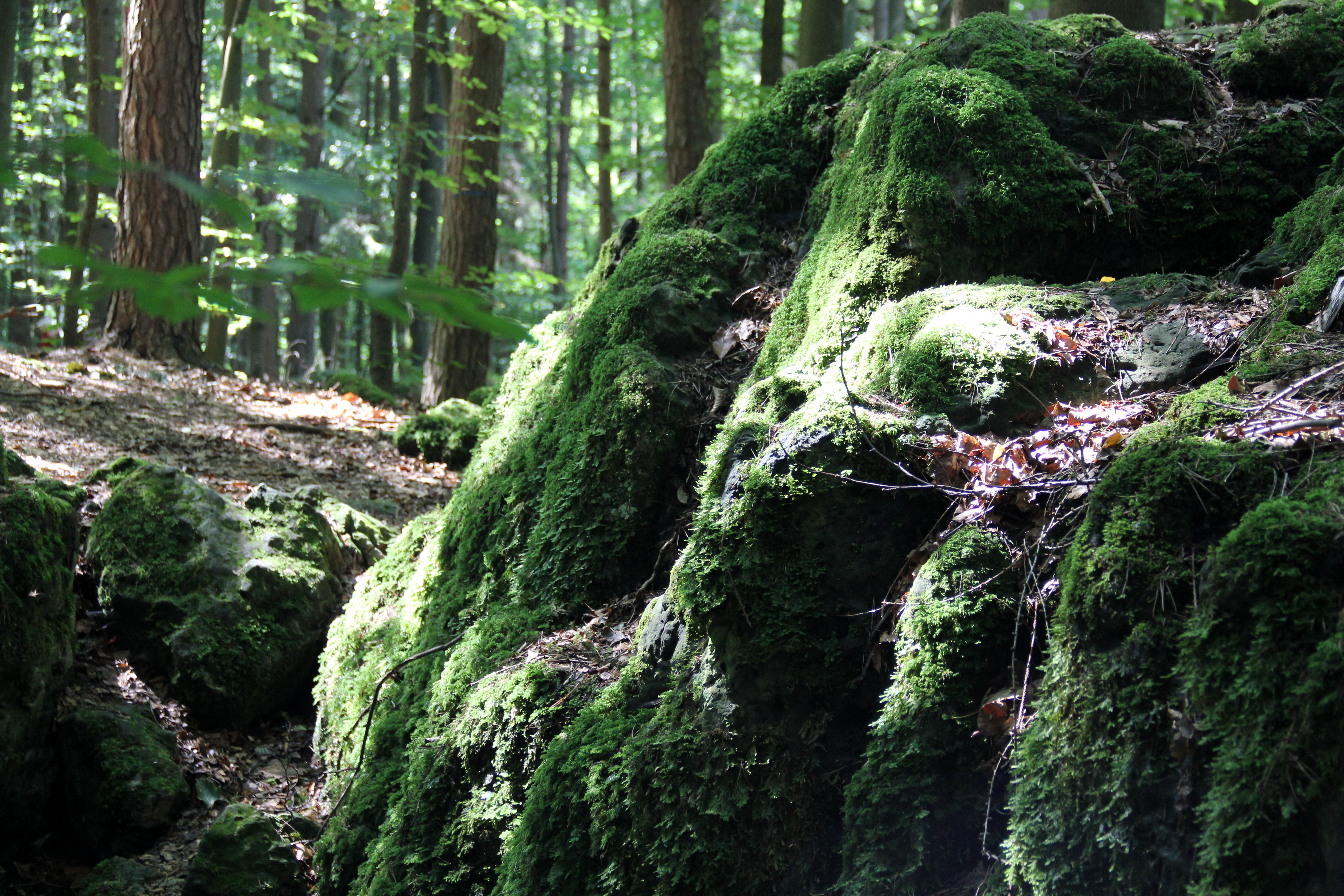
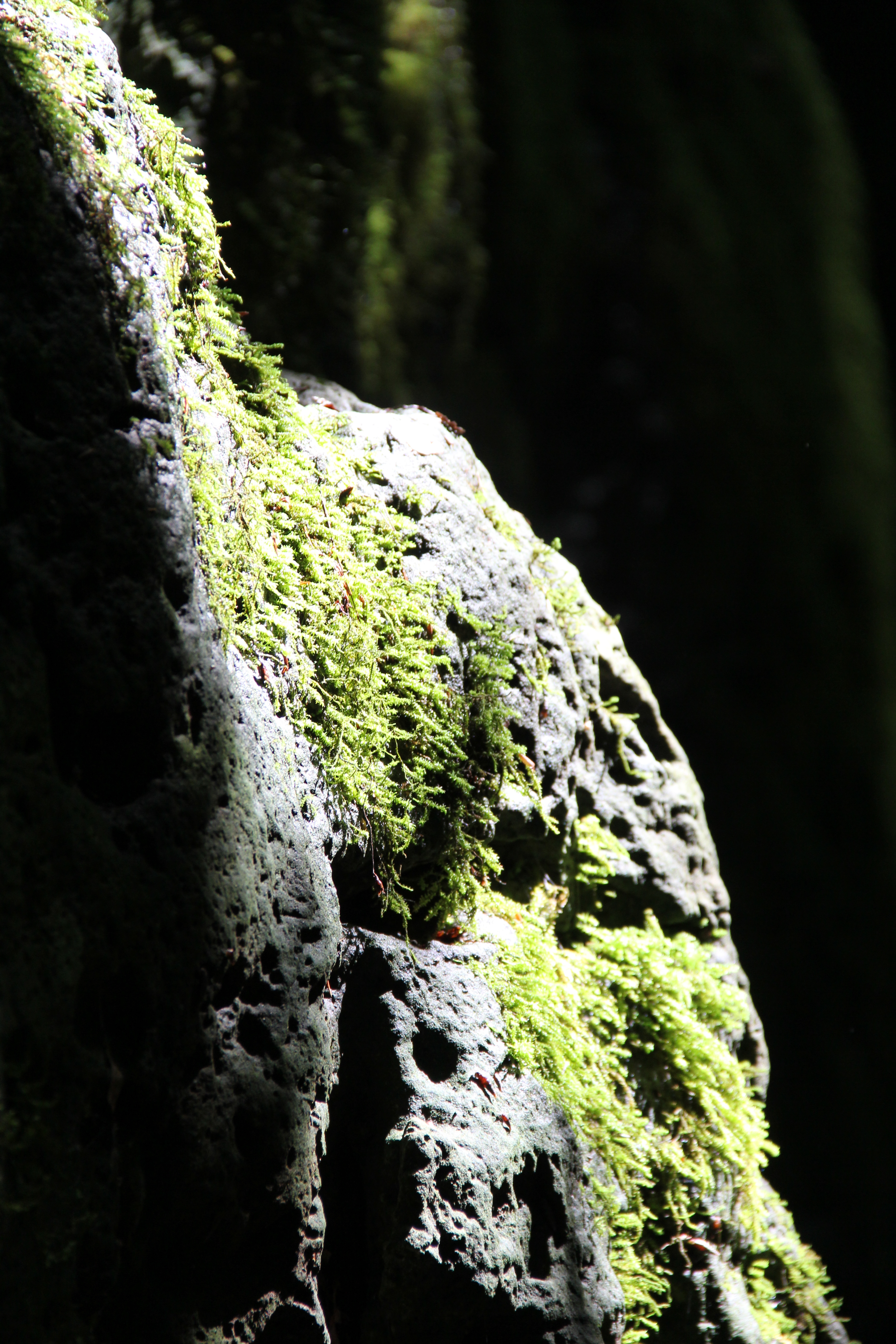
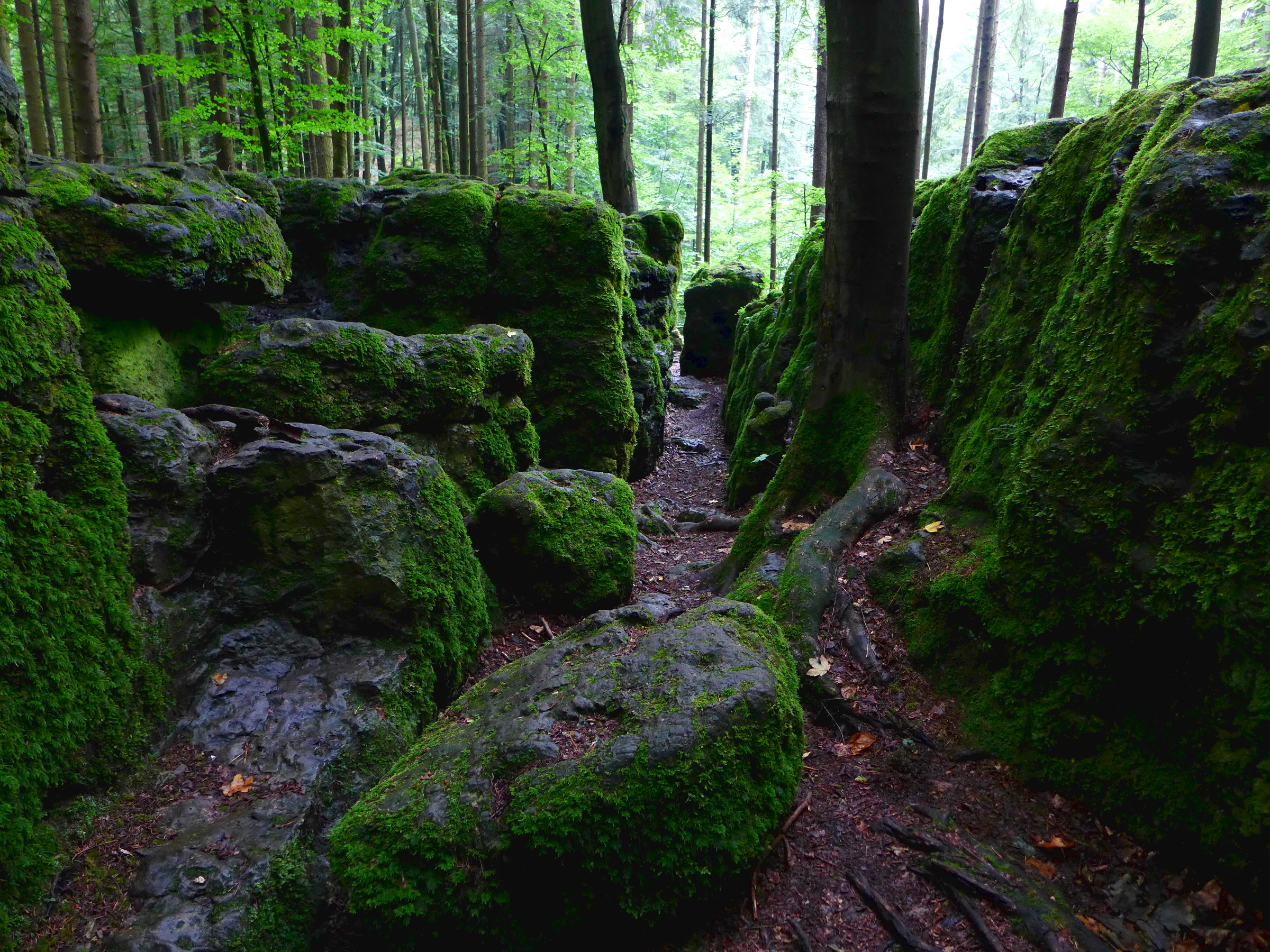
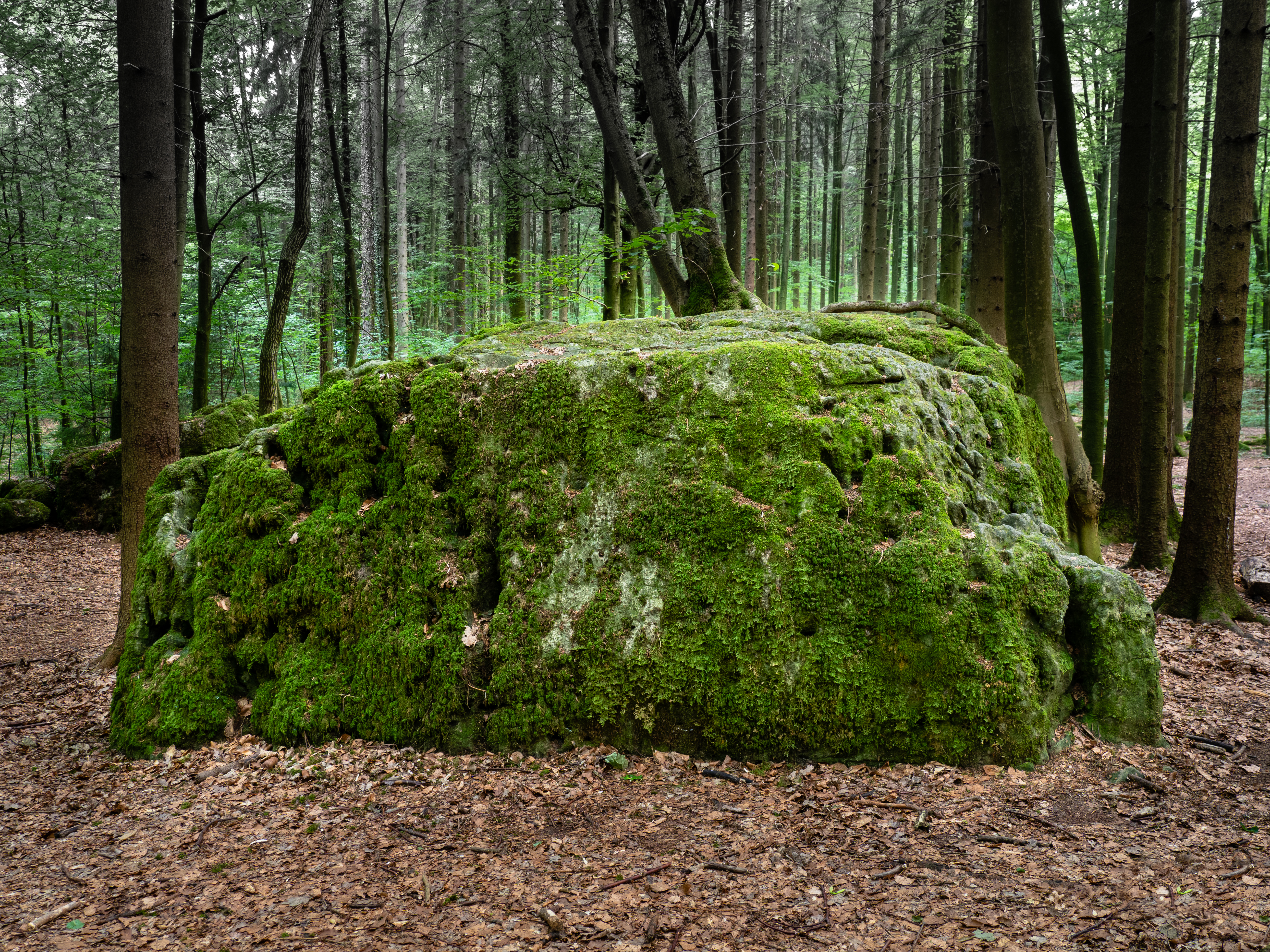
Felsblock im Druidenhain